# حسن إبراهيم (ممثل قطري)
حسن إبراهيم (1985 -)، ممثل قطري.

## حياته الفنية
بدأ حياته بالتمثيل في عام 1998 مجسد شخصية طفل في مسلسل زهور وجدران. توالت أعماله بعد ذلك، واستطاع الوقوف بجانب الفنانتين حياة الفهد وسعاد عبد الله خلال أعمالهن ببدايته.

## أعماله

### في السينما
| سنة الإنتاج | الفيلم | الشخصية |
| ----------- | ------ | ------- |
| 2006        | أخ     |         |

### في التلفزيون
| سنة الإنتاج | اسم المسلسل                       | الشخصية    |
| ----------- | --------------------------------- | ---------- |
| 1998        | زهور وجدران                       | طفل        |
| 2000        | عيال الذيب                        |            |
| 2002        | حكم البشر                         | ثامر       |
| 2003        | يوم آخر                           | بدر        |
| 2004        | بعد الشتات                        | سامر       |
| 2005        | عندما تغني الزهور                 | بدر        |
| 2007        | نعم ولا                           | سالم       |
| 2008        | ظل الياسمين                       | جاسم       |
| 2009        | إلى متى                           | محمد       |
| 2010        | تصانيف (جزئين)، الجزء الثاني 2011 | عدة شخصيات |
| 2011        | الشعور القاتل                     |            |
| 2019        | هلي وناسي                         | خليفة      |
| 2020        | العمر مرة                         | طلال       |
| 2021        | خيل الخشب                         | صالح       |
| 2023        | قالوا الأوليين                    | عدة شخصيات |

### في المسرح
| سنة الإنتاج | المسرحية                | نوعها |
| ----------- | ----------------------- | ----- |
| 2010        | الساحرة والأميرة البعجة | أطفال |